# Colon rufescens
Colon rufescens är en skalbaggsart som beskrevs av Ernst Gustav Kraatz 1850. Colon rufescens ingår i släktet Colon, och familjen mycelbaggar. Arten är reproducerande i Sverige.